# Naoto Baba
Pour les articles homonymes, voir Baba.
Naoto Baba (馬場 直人, Baba Naoto) est un fondeur japonais, né le 20 juillet 1996.

## Biographie
Il court ses premières compétitions officielles lors de la saison 2014-2015, où il obtient une sélection pour les Championnats du monde junior à Almaty, arrivant notamment neuvième du skiathlon. En 2017, il remporte deux médailles aux Jeux asiatiques à Sapporo : l'or en relais et l'argent sur quinze kilomètres.
Il fait ses débuts en Coupe du monde en décembre 2017 à Davos. Deux ans plus tard, il inscrit ses premiers points pour le classement général avec une 21e place au skiathlon de Lillehammer, résultat qu'il améliore en janvier 2020 avec une 17e place au skiathlon d'Oberstdorf. Lors de la saison 2021-2022, il achève le Tour de ski à la 24e position, course dont il prend la huitième place de l'étape finale, la montée de l'Alpe Cermis (10 kilomètres en mass-start).
Il dispute les Championnats du monde 2019, à Seefeld, où il termine trois fois dans le top trente, dont au 21e rang lors du cinquante kilomètres libre. En 2019, le Japonais signe des performances significatives aux Championnats du monde des moins de 23 ans à Lahti, arrivant cinquième au trente kilomètres classique et à l'Universiade à Krasnoïarsk, avec une victoire sur le trente kilomètres.
Aux Championnats du monde 2021, à Oberstdorf, il passe la barrière du top vingt avec une 19e place au quinze kilomètres libre, tandis qu'il est neuvième avec le relais.  
En 2022, il honore sa première sélection pour les Jeux olympiques à Pékin, se classant 35e du skiathlon, 24e du cinquante kilomètres et dixième du relais.

## Palmarès

### Jeux olympiques
| Épreuve / Édition | Sprint | Sprint                           | 15 km                            | 15 km     | Skiathlon 2 × 15 km | 50 km | Relais | Relais    |
| Épreuve / Édition | libre  | classique                        | libre                            | classique | Skiathlon 2 × 15 km | 50 km | Sprint | 4 × 10 km |
| JO 2022 Pékin     | —      | Épreuve inexistante à cette date | Épreuve inexistante à cette date | —         | 35e                 | 24e   | 10e    | —         |

Légende :
- : pas d'épreuve
- — : non disputée par Baba

### Championnats du monde
| Épreuve / Édition        | Sprint                           | Sprint                           | 15 km                            | 15 km                            | Skiathlon 2 × 15 km | 50 km | Relais | Relais    |
| Épreuve / Édition        | libre                            | classique                        | libre                            | classique                        | Skiathlon 2 × 15 km | 50 km | Sprint | 4 × 10 km |
| Mondiaux 2019 Seefeld    | -                                | Épreuve inexistante à cette date | Épreuve inexistante à cette date | 28e                              | 24e                 | 21e   | -      | -         |
| Mondiaux 2021 Oberstdorf | Épreuve inexistante à cette date | -                                | 19e                              | Épreuve inexistante à cette date | 25e                 | -     | -      | 9e        |

Légende :
- : pas d'épreuve
- — : Baba n'a pas participé à l'épreuve

### Coupe du monde
- Meilleur classement général : 92e en 2020.
- Meilleur résultat individuel : 8e.

#### Classements en Coupe du monde
| Année     | Classement général final | Classement distance |
| 2019-2020 | 92e                      | 55e                 |
| 2020-2021 | 110e                     | 70e                 |

### Universiades
- Krasnoïarsk 2019 :
  -  Médaille d'or sur la mass-start 30 km.

### Jeux asiatiques
- Sapporo 2017 :
  -  Médaille d'or sur le relais.
  -  Médaille d'argent sur le quinze kilomètres libre.